# Pellet (géologie)
Pour les articles homonymes, voir Pellet (homonymie).

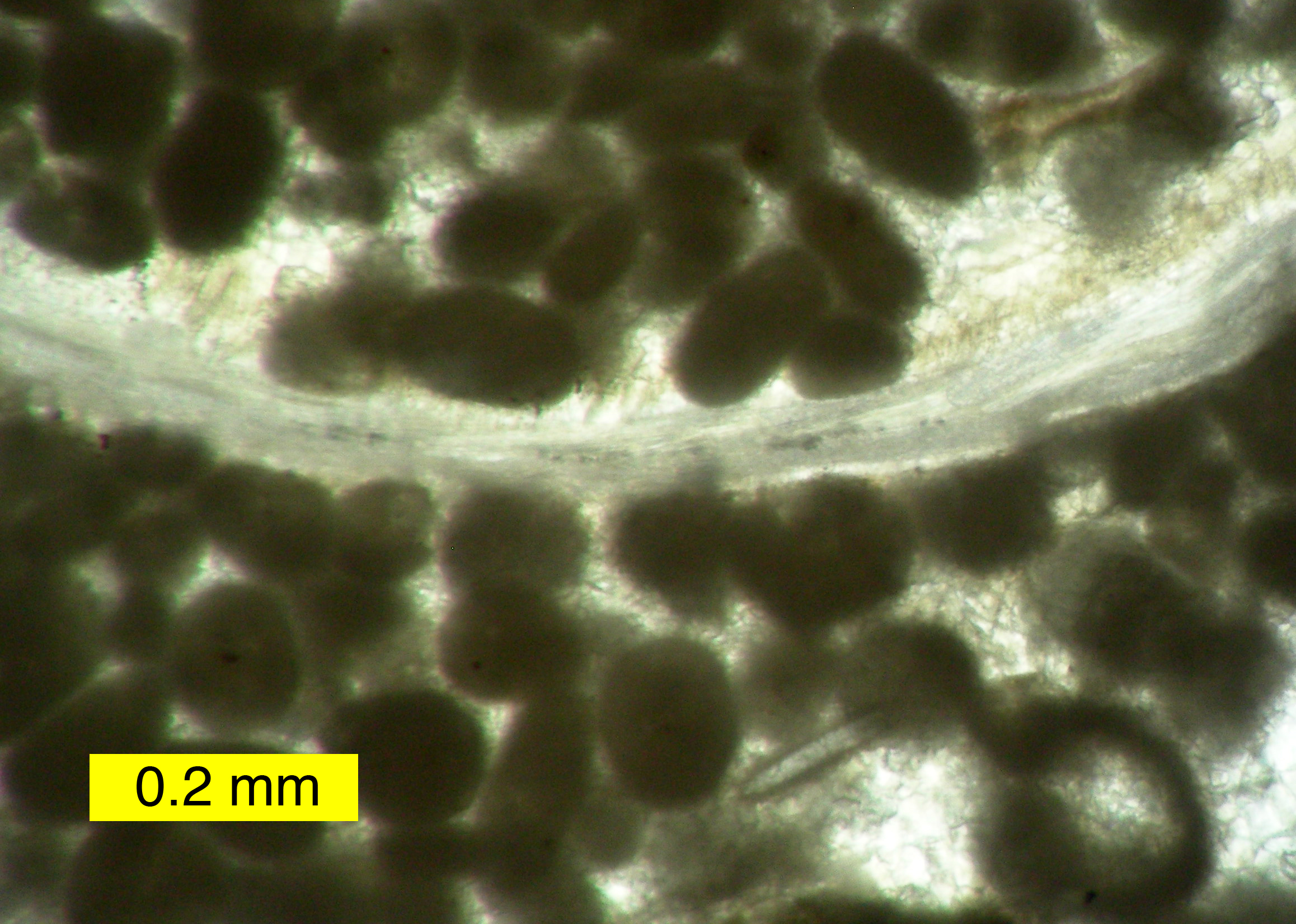
Des pellets et une coquille de brachiopode visibles dans une fine lame de calcaire ; formation de Bird Spring (Carbonifère) du sud du Nevada.

En géologie, un pellet (ou pelletoïde) est un type d'allochèmes (grains ou éléments figurés) présents dans les roches carbonatées. Dans la classification de Folk, les pellets sont un des quatre types de grains que l'on rencontre dans les calcaires avec les intraclastes, les ooïdes et les bioclastes. Le mot pellet est emprunté à l'anglais (« pastille, boulette, pilule »).
Les pellets sont en forme de petits grains sphériques, ovoïdes ou en forme de tiges qui sont les composants communs à de nombreux calcaires. Leur diamètre est inférieur à 0,2 mm, il est généralement compris entre  0,04 et 0,1 mm. Ils sont constitués soit de boue carbonatée agrégée, soit de carbonate de calcium précipité, soit d'un mélange des deux et contiennent souvent des matières organiques d'origine fécale d'organismes invertébrés. Si le diamètre des pellets dépasse les 2 mm, ils sont reclassés dans le groupe des intraclastes.
Les pellets font partie des péloïdes ; ils en diffèrent toutefois en ce que les pellets ont une taille, une forme et une origine implicite spécifique ; tandis que les péloïdes sont des allochèmes de toute taille, structure ou origine.